# Richard Schoen

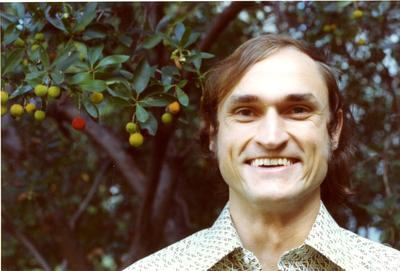
Richard Schoen
(ảnh chụp bởi George Bergman)

Richard Melvin Schoen (sinh ngày 23 tháng 10 năm 1950) là một nhà toán học Hoa Kỳ. Sinh ra tại Fort Recovery, Ohio, ông nhận bằng tiến sĩ từ Đại học Stanford nơi ông đang làm giáo sư khoa học và nhân văn Robert M. Bass. Ông có hai người con, Lucy Schoen và Alan Schoen, cả hai hiện tại đang là sinh viên tại Stanford.
Họ của ông được phát âm là "Shane," có lẽ là do phương ngữ được sử dụng bởi những tổ tiên di cư người Đức của ông.
Schoen là người dẫn đầu thế giới trong việc sử dụng kỹ thuật giải tích vào hình học vi phân toàn cục. 
Năm 1979, Schoen cùng với Shing-Tung Yau, người hướng dẫn ông làm luận án tiến sĩ, chứng minh định lý năng lượng dương trong lý thuyết tương đối rộng. Năm 1983, ông được nhận học bổng nghiên cứu MacArthur, 
và vào năm 1984, ông đưa ra cách giải cho bài toán Yamabe trên các đa tạp compact. 
Công trình của ông đã kết hợp các kỹ thuật xuất phát từ ý tưởng khi làm việc với Yau, và các kết quả nghiên cứu của
Thierry Aubin và Neil Trudinger. Hệ quả của định lý này đã xác nhận bất kì một metric Riemann trên một đa tạp đóng đều có thể hiệu chỉnh bảo giác (tức là nhân nó với một hàm dương phù hợp) để trở thành metric với độ cong vô hướng hằng. Năm 2007, Simon Brendle và Richard Schoen đã chứng minh được định lý mặt cầu khả vi, một kết quả nền tảng trong lý thuyết về các đa tạp có độ cong hai phía dương.